# Violencia sexual en el trabajo
La violencia sexual en el lugar de trabajo se refiere a cualquier comportamiento no consentido de connotación sexual, llevado a cabo en un entorno profesional, por un superior, un colega o un cliente. Puede tratarse de bromas con connotación sexual, de exhibición, de acoso sexual, de agresión sexual, de violación, etc. Puede tratarse de actos aislados de especial gravedad o de actos repetitivos con connotación sexual que caracterizan una situación de acoso sexual.
El empresario es responsable en el marco de su obligación de seguridad, aunque estos actos se cometan "fuera del tiempo y del lugar de trabajo".
El acoso sexual en el trabajo debe distinguirse del acoso moral:
- El acoso sexual está constituido por comentarios y comportamientos reiterados de connotación sexual que: o bien atentan contra la dignidad del trabajador por su carácter degradante o humillante, o bien crean una situación intimidatoria, hostil u ofensiva para el trabajador. Puede también son presiones graves, aunque no sean reiteradas, ejercidas con el objetivo real o aparente de obtener un acto de naturaleza sexual, ya sea que este acto se busque en beneficio del autor o de un tercero.[3]
- El acoso moral se define como los actos repetidos que tienen por objeto o efecto degradar las condiciones de trabajo que puedan atentar contra los derechos y la dignidad del trabajador; alterar su salud física o mental; o comprometer su futuro profesional.

La violencia sexual en el lugar de trabajo suele cometerse mediante el abuso de autoridad en el marco jerárquico de la organización laboral. Cuanto más baja es la víctima en la jerarquía, menos oportunidades tiene de hacer valer sus derechos: en Francia, en el 95% de los casos esto acaba en despido. El agresor puede ser el empresario, el jefe, un compañero o un cliente. En cuanto al acoso sexual en el trabajo, en el 41% de los casos las víctimas y los agresores son del mismo nivel jerárquico.
Aunque las víctimas y los agresores de este tipo de violencia pueden ser hombres o mujeres, homosexuales o heterosexuales, los estudios estadísticos nacionales muestran que la mayoría de las víctimas de la violencia sexual son mujeres y los agresores suelen ser hombres.

## Victimología

### En Francia
Los estudios victimológicos sobre este tema se basan esencialmente en encuestas. Así, en Francia :
- En octubre de 2017, la empresa de contratación QAPA realizó una encuesta a 4,5 millones de empleados. Los resultados mostraron que el 52% de las mujeres y el 27% de los hombres declararon haber sufrido acoso sexual en el trabajo. Mientras que el 72% de las mujeres víctimas confiaron en un tercero, sólo el 4% dijo haber presentado una denuncia. El tabú entre los hombres es aún mayor: mientras que el 33% de las víctimas masculinas confiaron en alguien, sólo el 1% se atrevió a presentar una denuncia. El mismo estudio afirma que los empleados temen más el trayecto entre el hogar y el lugar de trabajo (45% de las mujeres, 39% de los hombres) que el propio lugar de trabajo (29% de las mujeres y 33% de los hombres). El 85% de las mujeres y el 78% de los hombres consideran que la seducción en el trabajo ya no es posible.[12]
- En octubre de 2017, una encuesta realizada solo a internautas indicaba que el 17% de las mujeres internautas y el 7% de los hombres internautas habían sufrido supuestamente acoso sexual en el trabajo.[13]
- En 2016 una encuesta anunciaba que el 28% de las mujeres decían haberse enfrentado ya a él (el 13% "varias veces" y el 15% "una vez"), el mismo estudio anunciaba la cifra del 7% de los hombres que ya habían tenido que enfrentarse a palabras o gestos de acoso sexual (el 3% "varias veces" y el 4% "una vez").[14]
- En 2015, una encuesta de Virage encargada por el INED estimó que en un periodo de doce meses 128.000 mujeres y 6.700 hombres habían sido víctimas de violencia sexual (excluyendo el acoso sexual y el exhibicionismo) en el lugar de trabajo.[15]

Estas cifras deben interpretarse teniendo en cuenta que casi el 30% de las víctimas de acoso no se lo cuentan a nadie, que menos de una de cada cuatro víctimas se lo cuenta a su jefe o empleador, que sólo el 5% de los casos se llevan a los tribunales y que es más difícil que las víctimas masculinas hablen que las femeninas.

## Consecuencias psicológicas

### Riesgos psicosociales
Los riesgos psicosociales (RPS) se definen como "riesgos para la salud mental, física y social, causados por las condiciones de trabajo y los factores organizativos y relacionales que pueden interactuar con el funcionamiento mental".
La violencia sexual en la empresa provoca reacciones agresivas o de huida por parte de los empleados, lo que provoca tensiones en los equipos, pérdida de motivación y absentismo. Estos comportamientos afectan a la empresa en términos de rendimiento e imagen. Estos riesgos se amplían cuando la empresa utiliza horarios de trabajo "atípicos" (trabajo nocturno, trabajo por turnos, horarios escalonados, horarios variables, trabajo a tiempo parcial) o cuando existen otras circunstancias estresantes relacionadas con las condiciones de trabajo.

### Consecuencias psicosomáticas
Se incluyen en el trastorno de estrés postraumático grave (TEPT), con sus respuestas asociadas:
- Fisiológicos: úlceras gástricas, síndrome de fatiga crónica, migraña, fibromialgia, amenorrea, síndrome premenstrual, psoriasis, asma, obesidad, agravamiento de enfermedades cardiovasculares, hipertensión, deficiencias inmunológicas y nutricionales, aumento del daño oxidativo...
- Psicológicos: pesadillas, flashbacks, insomnio, hipervigilancia, evitación de recuerdos y elementos que recuerdan el trauma, fobias, ansiedad, ataques de pánico, depresión, trastornos alimentarios, adicciones...

Según estudios científicos, los hombres víctimas de acoso sexual tienen más probabilidades de sufrir trastornos mentales o depresión que las mujeres, especialmente en el ejército, que tiene diez veces más probabilidades de ser víctima de acoso sexual que los civiles varones.

## Marco jurídico

### En Francia

#### Ley del 6 de agosto de 2012 y artículo 222-33 del Código Penal[20][21]
Se estipula que "el acoso sexual es la imposición reiterada a una persona de comentarios o comportamientos de connotación sexual que atentan contra su dignidad por su carácter degradante o humillante, o crean una situación intimidatoria, hostil u ofensiva". El segundo párrafo de la ley establece que "el acoso sexual es el uso, aunque no sea reiterado, de cualquier forma de presión grave con el objetivo real o aparente de obtener un acto de naturaleza sexual, ya sea en beneficio del autor o de un tercero".
Las penas son de tres años de prisión y una multa de 45.000 euros cuando se cometen los hechos:
- Por una persona que abusa de la autoridad que le confieren sus funciones ;
- En un menor de quince años ;
- En una persona cuya especial vulnerabilidad, debida a la edad, la enfermedad, la dolencia, la discapacidad física o mental o el embarazo, sea evidente o conocida por el autor ;
- En una persona cuya especial vulnerabilidad o dependencia derivada de su precaria situación económica o social es evidente o conocida por el autor;
- Por varias personas que actúan como autor o cómplice.

#### Artículos L1153-1 a 6 del Código del trabajo[22]
- Artículo L1153-1: Ningún trabajador podrá ser objeto de actos: bien de acoso sexual, consistente en comentarios o comportamientos reiterados de connotación sexual que atenten contra su dignidad por su carácter degradante o humillante, o creen una situación intimidatoria, hostil u ofensiva contra él; bien asimilados al acoso sexual, consistentes en cualquier forma de presión grave, aunque no sea reiterada, ejercida con el objetivo real o aparente de obtener un acto de carácter sexual, ya sea en beneficio del autor o de un tercero
- Artículo L1153-2: Ningún trabajador, ninguna persona en formación o en prácticas, ningún candidato a la contratación, a las prácticas o a la formación en una empresa podrá ser sancionado, despedido o ser objeto de una medida discriminatoria directa o indirecta, en particular en materia de remuneración, formación, reclasificación, asignación, calificación, clasificación, promoción profesional, traslado o renovación de contrato, por haber sido objeto o haberse negado a ser objeto de actos de acoso sexual tal como se define en el artículo L. 1153-1, incluso, en el caso mencionado en el 1° del mismo artículo, si las observaciones o el comportamiento no se han repetido.
- Artículo L1153-3: Ningún empleado, aprendiz o becario podrá ser sancionado, despedido o sometido a una medida discriminatoria por haber dado testimonio de actos de acoso sexual o por haberlos denunciado.
- Artículo L1153-4: Toda disposición o acto contrario a las disposiciones de los artículos L. 1153-1 a L. 1153-3 es nulo.
- Artículo L1153-5: El empresario adoptará todas las medidas necesarias para prevenir, poner fin y sancionar los actos de acoso sexual. Tanto en el lugar de trabajo como en los locales o en la puerta de los locales donde se realiza la contratación, las personas mencionadas en el artículo L. 1153-2 son informadas por cualquier medio del texto del artículo 222-33 del código penal.
- Artículo L1153-6: Todo empleado que haya incurrido en acoso sexual es susceptible de ser sancionado disciplinariamente.

#### Artículo 226-10 del Código Penal[23]
Esta sección de la ley se refiere a las acusaciones calumniosas. Desde el 11 de julio de 2010, estipula que un tribunal debe establecer que no se ha cometido un hecho para que esta sentencia pueda ser utilizada por una víctima de denuncia calumniosa para obtener una indemnización. Esta particularidad se produjo tras la actuación de la asociación feminista Asociación Europea contra la Violencia de Género en el Trabajo ante el gobierno y el legislador, a pesar de la oposición de la Ligue des Droits de l'Homme (LDH), Amnistía Internacional y las asociaciones de magistrados y abogados. La versión anterior de este artículo estipulaba que la víctima de una denuncia calumniosa podía obtener una indemnización aunque no se hubiera demostrado la realidad de la violencia. La versión actual parece ser problemática en muchos casos, y los análisis señalan que ahora sería muy difícil para una víctima real de calumnias obtener una indemnización.

### En Perú

#### Ley Nº 27942, Ley de Prevención y Sanción del Hostigamiento Sexual
La norma define el hostigamiento sexual como una forma de violencia que se configura a través de una conducta de naturaleza o connotación sexual o sexista no deseada por la persona contra la que se dirige, que puede crear un ambiente intimidatorio, hostil o humillante; o que puede afectar su actividad o situación laboral.
Si bien se reconoce en el ordenamiento peruano que todas las personas pueden ser víctimas de hostigamiento sexual laboral, la incidencia es mucho mayor en las mujeres, razón por la cual este ha sido un problema asociado a la violencia y discriminación de género. La presencia de actitudes tolerantes a la objetivización o dominación de las mujeres, junto con las relaciones de poder que se construyen en torno a ellas, es uno de los principales factores que desencadena la existencia del hostigamiento sexual en el trabajo.
El hostigamiento sexual se puede expresar a través de conductas físicas (tocamientos indebidos o acercamientos innecesarios), verbales (comentarios de contenido sexual o sexista, proposiciones o insinuaciones sexuales), gestuales (miradas o gestos obscenos) y también por medio de vías digitales (envío de material pornográfico a través de redes sociales).
Decreto Legislativo Nº 1410
El 12 de septiembre de 2018, se promulgó el Decreto Legislativo N.º 1410, el cual modificó el Código Penal peruano para incorporar tipos penales que sancionen los actos de acoso, acoso sexual, chantaje sexual y difusión de imágenes, materiales audiovisuales o audios con contenido sexual; a fin de garantizar una lucha eficaz contra las diversas modalidades de violencia, que afectan principalmente a las mujeres a lo largo de todo su ciclo de vida.

## Metodología frente a estas violencias

### Prevención del riesgo
Se pueden tomar varias medidas para prevenir las agresiones.
- Medidas reglamentarias: El empresario debe adoptar todas las medidas necesarias para prevenir el acoso sexual. En las puertas de los locales se deben mencionar los términos de la ley del 6 de agosto de 2012. Si se le informa de una agresión, el empresario debe poner fin a la misma y adoptar medidas disciplinarias.[22]
- Medidas de información: informar a los empleados y a quienes trabajan en la empresa de lo que constituye la violencia sexual: palabras, gestos, comportamientos. También se pueden detallar las sanciones previstas, así como los procedimientos establecidos para apoyar a las víctimas en sus pasos y su reconstrucción.
- Medidas estructurales: pueden referirse a los horarios de trabajo del personal, la planificación de las intervenciones sobre el terreno, una reestructuración del espacio de trabajo, una reorganización de los equipos.
- Medidas de apoyo a las víctimas: ya sea en las denuncias presentadas, en la aplicación de los procedimientos previstos, en el apoyo médico y psicológico ofrecido por la empresa, o en cualquier forma de apoyo.

La Ley n°2016-1088 de 8 de agosto de 2016 (artículo L4121-2) obliga al empresario a incluir en las medidas de prevención las cuestiones de acoso sexual y las de acoso sexista definidas como "cualquier comportamiento relacionado con el sexo de una persona, con el propósito o el efecto de atentar contra su dignidad o de crear un entorno intimidatorio, hostil, degradante, humillante u ofensivo".

### Denunciar el acto
Ante este tipo de agresiones, la víctima debe seguir un camino preciso para denunciar el acto sufrido.
- Paso 1: Reunir pruebas. Los elementos que tienen en cuenta los tribunales son: certificados médicos; testimonios y declaraciones juradas de colegas, clientes o cualquier otro tercero que esté en contacto regular con la víctima en el curso de su actividad profesional; mensajes de texto o correos electrónicos.
- Paso 2: contactar con las personas adecuadas. Los contactos preferidos son el empresario, si es posible, los representantes del personal (miembro del CHSCT, delegado del personal u organización sindical representativa); el médico del trabajo; el inspector de trabajo; el médico tratante.
- Paso 3: Utilizar el derecho de desistimiento. Los jueces reconocen el derecho de la víctima de acoso a dejar de trabajar si puede justificar que corre un peligro grave e inminente para su salud debido al comportamiento amenazante, humillante o traumatizante reiterado del acosador. En el caso del derecho a retirarse, el trabajador no puede ser sancionado por su empleador si tenía motivos para creer que la situación presentaba un peligro grave e inminente.

### En Perú

#### Prevención del riesgo
El artículo 11 del Reglamento de la Ley N.º 27942, Ley de Prevención y Sanción del Hostigamiento Sexual reconoce la importancia de establecer medidas de prevención, tanto para el sector público como privado donde destacan capacitaciones que tengan como fin sensibilizar sobre la importancia de combatir el hostigamiento sexual laboral, sobre todo en áreas especializadas como Recursos Humanos.
Para cumplir con dicha obligación, existen distintas iniciativas desde el Estado como del sector privado. El Ministerio de Trabajo peruano ha creado la plataforma virtual (Trabaja Sin Acoso) para orientar a las personas que sufren hostigamiento sexual laboral; mientras que la Autoridad Nacional del Servicio Civil  cuenta con el programa Estado Sin Acoso, el cual orienta a las entidades públicas en la labor de prevención de este problema. 
Por su parte, la empresa ELSA (Espacios Laborales Sin Acoso) cuenta con una plataforma que permite a las organizaciones visibilizar e implementar una estrategia de prevención frente al acoso sexual laboral basada en data, capacitaciones sobre prevención del acoso sexual laboral, entre otras herramientas. 

## Actores en la lucha contra la violencia sexual en el trabajo

### En Francia

#### Asociaciones de apoyo a las víctimas
Las asociaciones de apoyo a las víctimas intervienen con las víctimas de la violencia de género y/o sexual cometida en el lugar de trabajo.
Sus actividades son múltiples: escucha, orientación, asesoramiento y apoyo jurídico, presión política. También pueden ser lugares de recursos documentales y estadísticos.
- La Asociación europea contra las violencias hechas a las mujeres al trabajo (AVFT).[31][32]

- El Colectivo de lucha contra el harcèlement sexual en la enseñanza superior (CLASCHES).[33][34]

- Centro nacional de Información sobre los derechos de las mujeres y de las familias (CNIDFF) y sus antenas regionales.[34]

#### Instituciones
Las instituciones públicas garantizan el respeto y la aplicación efectiva de las políticas públicas para combatir la violencia contra las mujeres en el lugar de trabajo. Para ello, disponen de varios resortes de actuación: información sobre derechos, el número gratuito 3919, publicación de informes y estudios estadísticos.
- Secrétariat d’État chargé de l’Égalité entre les hommes et les femmes et de la lutte contre les discriminations (en español: Secretaría de Estado para la Igualdad entre Hombres y Mujeres y la Lucha contra la Discriminación).[35]

- Agence nationale pour l'amélioration des conditions de travail (ANACT) (en español: Agencia Nacional para la Mejora de las Condiciones de Trabajo).[36]

- Haut Conseil à l'égalité entre les femmes et les hommes (HCE) (en español: Consejo Superior para la Igualdad entre Mujeres y Hombres)[37]